# 御橋通り
御橋通り（みはしどおり）は、栃木県宇都宮市にある通り。バンバ通りから続く南北方向の通りであり、宇都宮二荒山神社と宇都宮城址公園を結ぶ。中世以来の都市としての骨格を成す、宇都宮の主要な通りである。通り名の御橋（みはし）は、釜川に架かる橋の名前に由来し、宇都宮城主だけが渡ることを許されていた歴史のある橋である。

## 道路概況
宇都宮市の制定した道路愛称による「御橋通り」は、オリオン通りを起点とし、中央3丁目交差点を終点とする通りである。この区間は全線が宇都宮市道6号に含まれ、宇都宮市内循環バス きぶなの運行経路上にある。
現代となっては屈曲した狭い通りであるが、宇都宮二荒山神社と宇都宮城を結ぶ、中世以来の重要な都市軸を成している。宇都宮城の清明台櫓から眼下に御橋通りが北へ向かって伸びているのを確認できるものの、マンションや商業施設が建ち並んでいるため、神社まで見通すことはできない。中世の宇都宮城は、御橋の南西に大手門を置いており、御橋通りは宇都宮城に直結していた。現代の宇都宮城址公園は御橋通りとは直結しておらず、御橋通りの終点（いちょう通り）から更に本丸通りを南下する必要がある。
通りは町丁字界を兼ねており、御橋以北の通りの東側は二荒町、西側は曲師町、御橋以南の東側は中央五丁目、西側は中央本町に属する。通り沿いは商店街を成し、明治時代創業の旅館から新規出店のカフェまで多様な店舗構成になっている。

### 交差する道路

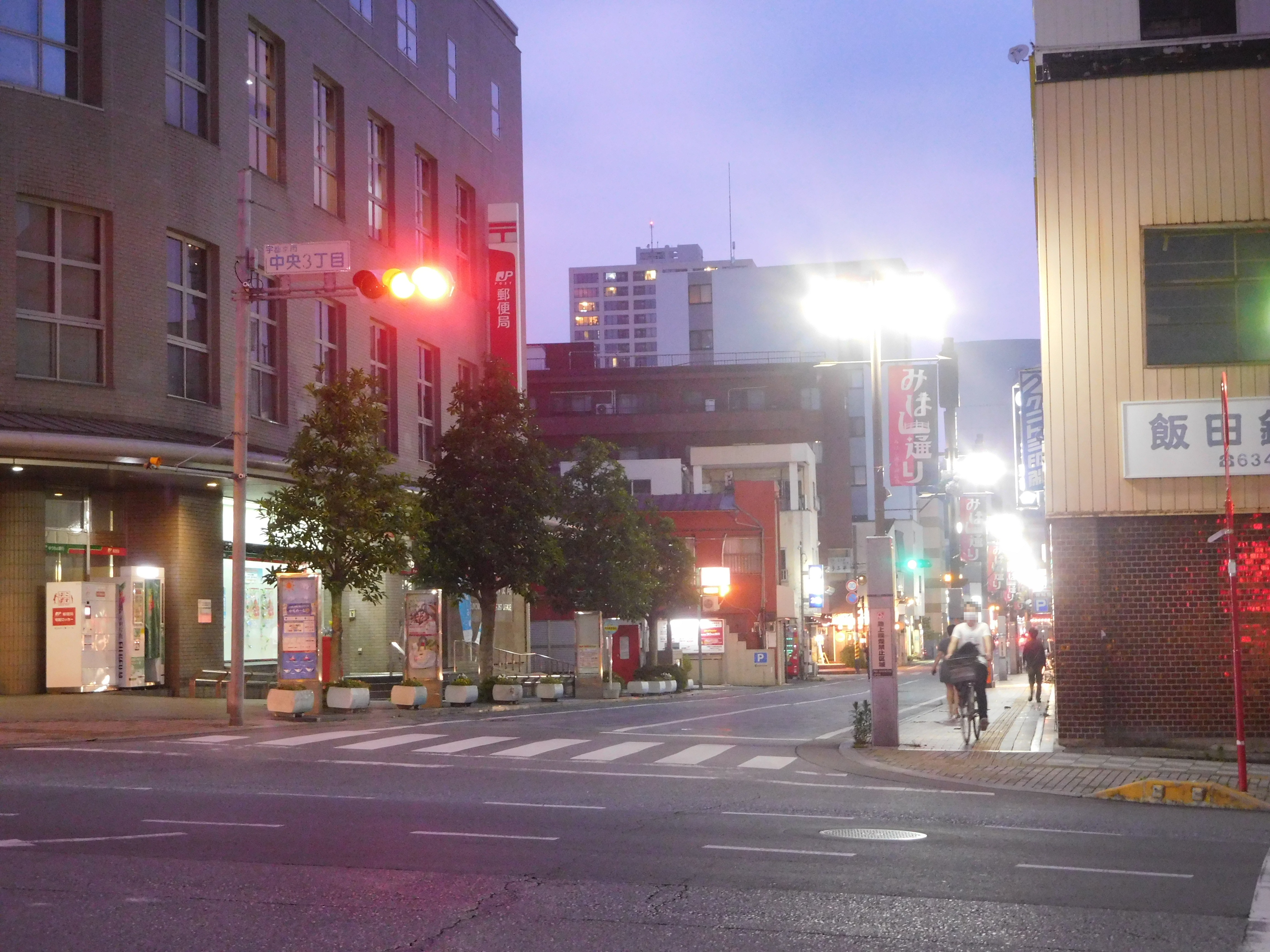
御橋通り終点

- オリオン通り、バンバ通り、日野町通り - 起点[3]
- かまがわプロムナード - 御橋南詰[3]（中央五丁目[11]）
- いづも通り[13] - 交差点名なし（中央五丁目[11]）
- いちょう通り - 終点[3]

## 商店街
御橋通りの沿道は商店街を成し、みはし通り商店会を組織する。商店街名としては「みはし通り」とひらがな表記を採用する。2010年（平成22年）現在、みはし通り商店会加盟店舗数は37店である。老舗店と新規出店が混在し、独特の雰囲気を持つ。
明治・大正時代の御橋通りは、宇都宮城址に置かれた宇都宮市役所や税務署へ向かう人で賑い、「準官庁街」の様相を呈していた。1907年（明治40年）の業種構成は、鮮魚店、菓子商、下駄商、飲食店、理髪店、人力車などであった。第二次世界大戦中は憲兵隊の詰所、大戦後は栃木県済生会宇都宮病院が集客の要となり、1日に3,000人の人通りがあった。1996年（平成8年）に済生会宇都宮病院が移転すると、人通りは激減し、商店会活動も低調になっていった。
その後、宇都宮城址公園の整備に合わせ、街路整備が行われ、2005年（平成17年）に完了すると、通りの様相は一変し、若者向けの飲食店（カフェ、居酒屋など）の進出が相次ぎ、宇都宮市内循環バス きぶなが乗り入れるなど、活性化の兆しが見られるようになった。これを受け、商店会でも二荒山神社と宇都宮城を描いた旗の掲出、古地図・古写真を織り交ぜた商店街マップの作成などを通して、商店街に人を呼び込む活動を開始した。2010年代の業種構成は、旅館、飲食店、美容院、八百屋などである。

## 御橋

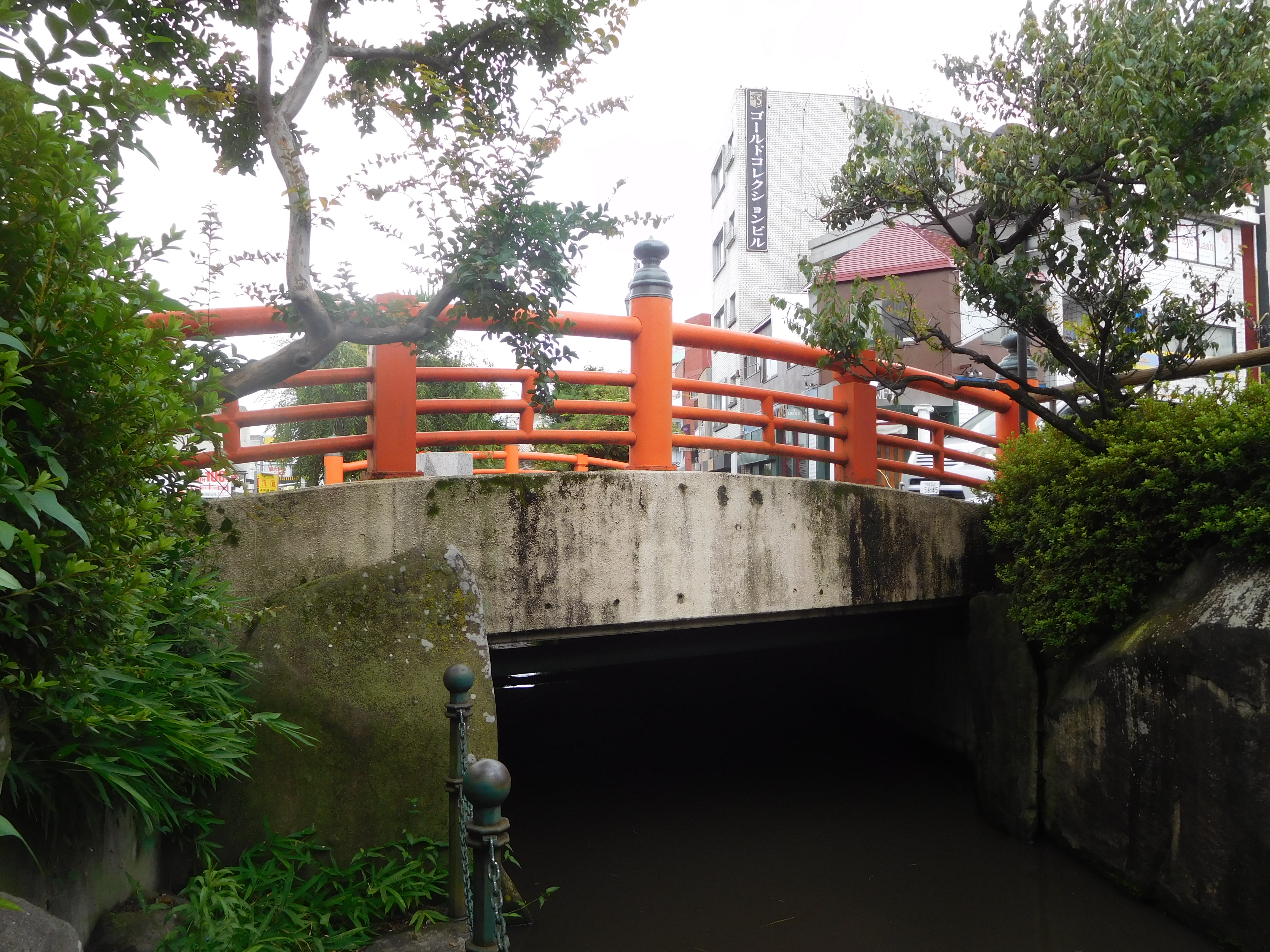
上流から見た御橋

御橋（みはし）は、栃木県宇都宮市の釜川に架かる橋。中世の宇都宮氏が統治していた時代からあり、何度も歴史の舞台となってきたことから、釜川の橋を代表する橋の1つに数えられる。また橋の近くにあった洞穴の中の石が釜の形に似ていたことから釜川と命名されたとする説がある。
現行の御橋は、1979年（昭和54年）頃に商店街の青年有志の働きかけで造られたもので、赤い欄干に擬宝珠を冠した橋である。橋長は短く、徒歩でも数秒で渡り切れるため、自動車で通過すると気付かない人もいるほどである。
宇都宮氏の治世では、御橋を渡ることが許されたのは、宇都宮城主と二荒山神社の神主に限られていた。宇都宮氏が去り、本多正純が城主となると、1620年（元和6年）に本多は大手門を御橋の前から江野町口へ移し、釜川を城の外堀にすべく御橋を撤去した。
1890年（明治23年）、御橋は再び架橋され、擬宝珠付きの欄干を備えた広い木橋として再生した。また、すぐ下流側には「ほだらく橋」も架橋された。ほだらくとは二荒山神社の別名で、「みどり橋」とも呼ばれたが、区画整理により川の流れが変わり、消滅した。御橋も区画整理の影響で小さくなった。

## 歴史

### 中世から近世
宇都宮は、宇都宮二荒山神社（宇都宮大明神）の神領に築かれた、宇都宮氏が治める宗教都市として発達した。このため、市街北側の丘陵（明神山）の南端に南面して建つ二荒山神社から南に向かって伸びる参道が中世宇都宮の都市軸であったと考えられ、それはすなわち後世のバンバ通りと御橋通りである。神社が都市の核として鎮座する地に、後から宇都宮城を築城したため、市街南側の低地部に築かれることとなった。この頃には既に御橋が存在し、橋の南西に大手門が構えていた。宇都宮城主は、大手門を出て御橋を通り、二荒山神社へ参詣したことから、一般人が御橋を渡ることはできなかった。城主は威儀を正して橋を渡り祭礼に臨んだと推察され、宗教と政治を結ぶ架け橋の役割を果たしていた。御橋より下流側一帯は遊水池・湿地帯であった。
江戸時代初頭の宇都宮城主・本多正純は、宇都宮を近世型の城下町とすべく、それまで田川に沿って南北に通っていた奥州街道を、市街の西から東へ抜けるように付け替え、中世の都市軸であるバンバ通り-御橋通りと直交するようにした。これが後の大通りの基礎となった。1620年（元和6年）には大手門を御橋のそばから江野町口へ移動した。さらに釜川を外堀とするため、今小路門付近を掘り進め、流路を鉤型に付け替えた。この一環で御橋は撤去されたと見られ、これと前後する形で、御橋の南詰にあった昌泉寺は廃寺となり、御橋のそばにあった松巌寺は池上裏町へ移転した。ただし、松巌寺は1649年（慶安2年）に御橋があった地点の北側に戻ってきている。

#### 東光山昌泉寺
昌泉寺（しょうせんじ）は、江戸時代初期までの下野国河内郡宇都宮にあった仏教寺院。宗派は天台宗で、出羽三山の寂光寺の末寺であった。境内は御橋の南側、四方を釜川や外堀に囲まれた島の中にあり、弁財天堂・勢至堂と石仏不動尊、天神社・稲荷社・雷社を有した。
本多正純による宇都宮城内外の整備に伴い、廃寺となった。遺構は何も残っていない。

### 近代
1890年（明治23年）、宇都宮城三の丸の土手を切り崩して御橋通りが開通し、御橋は再び架橋された。城主だけが渡れた橋という歴史を踏まえて、橋の欄干には擬宝珠が取り付けられた。復活した御橋の幅は広く、擬宝珠付きの欄干は人の背丈ほどある大きなものであった。また同じ頃、御橋の下流側、南詰のすぐそばに、剣宮町（現・二荒町）方面へ向かうためにほだらく橋（補陀洛橋）という木橋も架けられた。御橋がおよそ200年の時を経て再架橋されたのは、宇都宮城址に宇都宮市役所や税務署、学校が建ち並び、これらと大通りを最短で結ぶ必要性が生じたためである。御橋通りには鮮魚店、菓子商、下駄商などが軒を連ね、準官庁街として賑った。昭和戦中期には、憲兵隊詰所が付近に設置され、済生会宇都宮病院が開院することで多くの人が通りを行き交った。

#### 若山牧水と御橋の桜

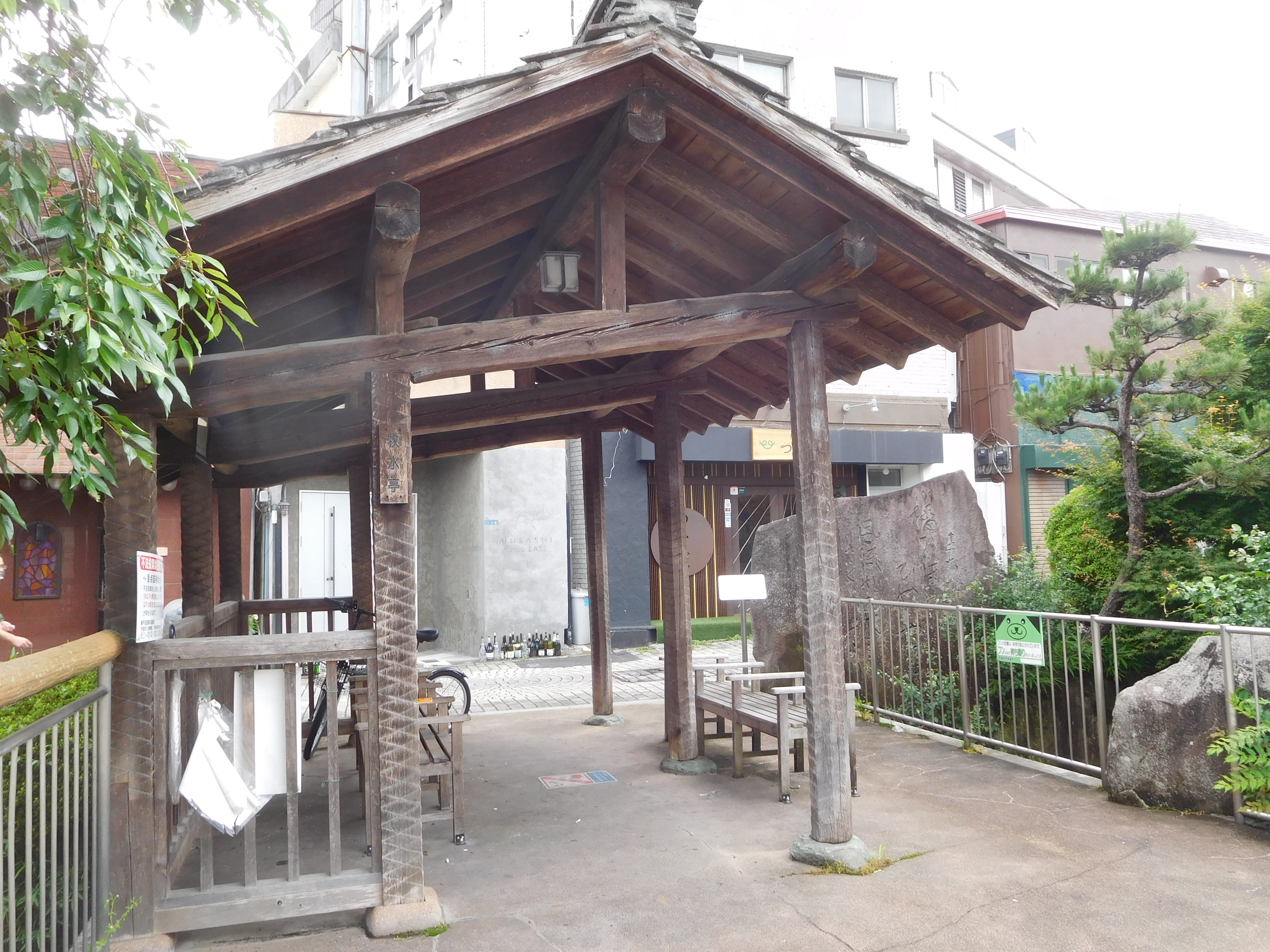
牧水亭

1920年（大正9年）4月19日、下野歌人会に出席するため、若山牧水は宇都宮を訪れた。牧水は御橋のそばに咲く桜を目に留め、次のような短歌を詠んだ。
| 「 | まちなかの 小橋のほとり ひややけき 風ながれゐて さくら散るなり | 」 |

この歌を詠んだ時の宇都宮は、雷が鳴り強い雨が降っていた。牧水の見た「御橋の桜」は、橋の南詰に旅館とウナギ店が建ち、桜の木が育つ余地がなかったことから、北詰にあったものと推定され、具体的には琴平神社境内の桜だと考えられる。
都市化の波に揉まれて「御橋の桜」は姿を消したが、釜川改修工事に伴う周辺整備の一環で、牧水が桜を眺めたと見られる地点に近い、中央五丁目の御橋の下流側に牧水の歌碑とあずまや「牧水亭」が設置された。計画段階では、中央通り（シンボルロード）の桜橋付近に設置する予定であったが、牧水に思いを寄せる人々が史実通りの位置に置くべきと主張し、現在地となった。

### 現代
第二次世界大戦が終わり、区画整理が始まる1955年（昭和30年）以前の御橋通りは未舗装の砂利道で、飲食店（焼きそば、とんかつ、てんぷら、お好み焼き、寿司、ウナギなど）、衣料品店、旅館、産婆、骨董品店、電器店など多様な業種の店舗が揃っていた。路地では子供たちが陣取りやベーゴマなどの遊びに興じ、釜川ではシマドジョウ・ウナギ・コイ・フナ・ナマズなどが釣れ、付近の家庭の食卓に並んだ。区画整理後は御橋通りの青年有志が酒を酌み交わしながら商店街の未来を構想し、新型の街路灯設置や御橋の改修を実現した。
1996年（平成8年）に済生会宇都宮病院が移転すると通行量は激減し、商店会の活動も低迷した。
1997年（平成9年）5月28日、「大通り周辺地区市街地総合再生計画」が策定され、大通り・中央通り（シンボルロード）・釜川と並び、御橋通りが整備計画の中心軸の1つとされた。これを引き継いだ2012年（平成24年）の「宇都宮市都心部地区市街地総合再生計画」では、都市骨格を成す「二核二軸」の内の南北都心軸（歴史軸）の一部となった。
2つの総合再生計画のはざまで、宇都宮城址公園の整備に合わせて電線類地中化と舗装整備工事が行われ、2005年（平成17年）に完了した。これを機に、通りには若者向けのカフェや居酒屋などの進出が進み、みはし通り商店会でも、まずは存在を知ってもらおうと商店街マップの作成を通してPR活動に乗り出した。

## 松巌寺と琴平神社

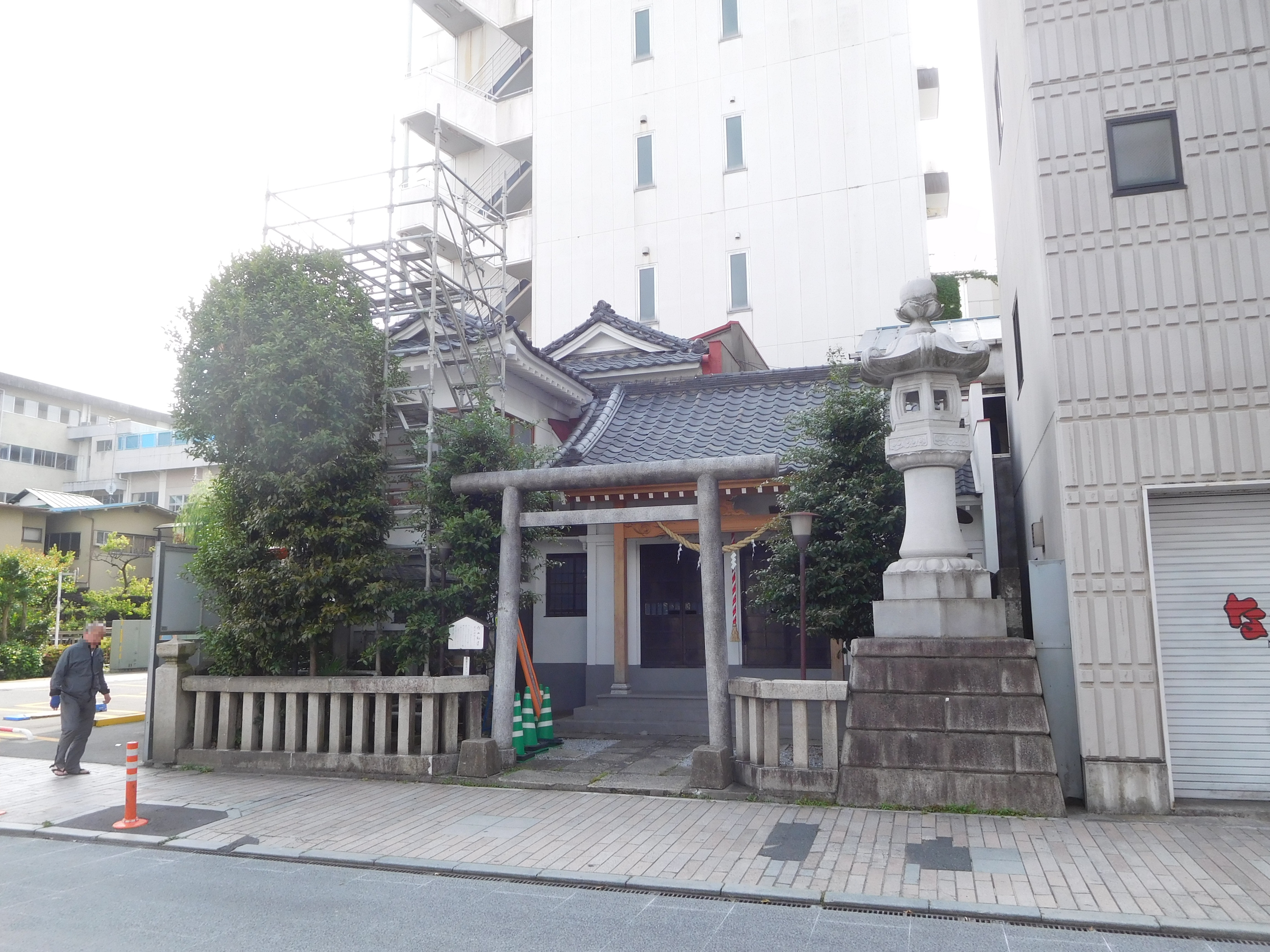
琴平神社

御橋の北東、曲師町に、琴平神社がある。宇都宮市には同名の琴平神社が6社もあり、御橋金毘羅さんと通称して区別している。コンクリート製の鳥居をくぐると境内には、本殿、手水舎、玉垣、灯籠などがあり、本殿右側に境内社の稲荷神社・足尾神社・直陸神がある。祭神は大物主命であり、稲荷神社は倉稲魂命、足尾神社は面足神、直陸神は猿田彦命をそれぞれ祀る。琴平神社の由緒は、松巌寺の境内に祀られた神社であり、廃寺されて以降も神社だけが残ったものである。若山牧水が訪れた1920年（大正9年）には境内に桜があったようであるが現存せず、社殿は繁華街の中に窮屈そうにたたずんでいる。
琴平神社を境内に有していた松巌寺（しょうがんじ）は近世以前から御橋の南岸にあったが、虚無僧の寺であったので、「御橋のそばに虚無僧がいるのは良くない」という理由で池上裏町へ寺院ごと移転した。しかし、1649年（慶安2年）に御橋跡の北側、曲師町の釜川渕へ再移転した。このとき境内に琴平神社が置かれた。松巌寺は、宇都宮藩で不祥事を起こし、秩禄も職も失った浪人を収容する役割を担った。寺に拾われた浪人は虚無僧となり、深編笠（天蓋）を被り尺八を吹きながら町や村をくまなく探索し、その様子を報告した。また寺院そばの釜川に縦横6尺（≒1.8 m）四方、深さ5尺（≒1.5 m）ほどの洞穴を設け、そこに注連縄を張って日々の修行に励んだ。
江戸幕府の隠密であったことから、1868年（明治元年）の神仏分離令により廃寺となり、琴平神社だけが残った。